# Мел Чарлз
Мел Чарлз (англ. Mel Charles; 14 травня 1935, Свонсі — 24 вересня 2016) — валлійський футболіст, що грав на позиції нападника. Молодший брат іншого гравця збірної Уельсу Джона Чарлза.
Виступав, зокрема, за клуби «Свонсі Сіті», «Арсенал» та «Кардіфф Сіті», а також національну збірну Уельсу.

## Клубна кар'єра
Народився 14 травня 1935 року в місті Свонсі. Вихованець юнацьких команд футбольних клубів «Лідс Юнайтед» та «Свонсі Сіті».
У дорослому футболі дебютував 1952 року виступами за команду клубу «Свонсі Сіті», в якій провів сім сезонів, взявши участь у 233 матчах Другого дивізіону Англії. Більшість часу, проведеного у складі «Свонсі Сіті», був основним гравцем атакувальної ланки команди.
Своєю грою за цю команду привернув увагу представників тренерського штабу клубу «Арсенал», до складу якого приєднався 1959 року за плату в розмірі 42 750 фунтів плюс два інших гравця Девід Додсон і Пітер Девіс. Це став найдорожчий трансфер, вчинений між двома британськими клубами. Відіграв за «канонірів» наступні три сезони своєї ігрової кар'єри. У складі лондонського «Арсенала» був одним з головних бомбардирів команди, маючи середню результативність на рівні 0,47 голу за гру першості.
Зігравши всього 64 матчів у трьох сезонах за «Арсенал» і забивши 28 голів, директори клубу вирішили скоротити свої видатки і продати Чарлза. Хоча Мел хотів повернутися в «Свонсі Сіті», вони не бажали витрачати гроші на трансферному ринку, тому у лютому 1962 Чарлз перейшов у інший вельський клуб, що виступав у чемпіонаті Англії — «Кардіфф Сіті», який заплатив «Арсеналу» 28 500 фунтів. Граючи у складі «Кардіфф Сіті» Чарлз також здебільшого виходив на поле в основному складі команди, проте не врятував команду від вильоту з елітного дивізіону за підсумками сезону 1961/62, після чого гравець провів у складі команди ще три сезони в Другому дивізіоні.
В подальшому виступав за команди «Портмадог» та «Освестрі Таун» у чемпіонаті Уельсу, а також за «Порт Вейл» у Четвертому дивізіоні Англії.
Завершив професійну ігрову кар'єру у клубі «Гейверфордвест Каунті», за який виступав протягом 1967—1972 років.

## Виступи за збірну
1955 року дебютував в офіційних матчах у складі національної збірної Уельсу.
У складі збірної був учасником чемпіонату світу 1958 року у Швеції, першого в історії для збірної Уельсу. На турнірі зіграв в усіх п'яти матчах і допоміг команді дістатись чвертьфіналу, де вона поступилась майбутнім тріумфаторам турніру бразильцям.
Протягом кар'єри у національній команді, яка тривала 8 років, провів у формі головної команди країни 31 матч, забивши 6 голів.